# Гребля на байдарках и каноэ на летних Олимпийских играх 1956
Соревнования по гребле на байдарках и каноэ на летних Олимпийских играх 1956 года проходили на озере Вендоури в городе Балларат.

## Общий медальный зачёт
| Место | Страна                          | Золото | Серебро | Бронза | Всего |
| ----- | ------------------------------- | ------ | ------- | ------ | ----- |
| 1     | Румыния                         | 3      | 0       | 0      | 3     |
| 2     | СССР                            | 2      | 3       | 2      | 7     |
| 3     | Швеция                          | 2      | 0       | 0      | 2     |
| 4     | Венгрия                         | 1      | 3       | 3      | 7     |
| 5     | Объединённая германская команда | 1      | 2       | 1      | 4     |
| 6     | Франция                         | 0      | 1       | 0      | 1     |
| 7     | Австралия                       | 0      | 0       | 1      | 1     |
| 7     | Австрия                         | 0      | 0       | 1      | 1     |
| 7     | Дания                           | 0      | 0       | 1      | 1     |

## Медалисты

### Мужчины
| Дисциплина                   | Золото                                                                 | Серебро                                                      | Бронза                                        |
| ---------------------------- | ---------------------------------------------------------------------- | ------------------------------------------------------------ | --------------------------------------------- |
| Каноэ-одиночка — 1000 м      | Леон Ротман Румыния                                                    | Иштван Хернек Венгрия                                        | Геннадий Бухарин СССР                         |
| Каноэ-одиночка — 10.000 м    | Леон Ротман Румыния                                                    | Янош Парти Венгрия                                           | Геннадий Бухарин СССР                         |
| Каноэ-двойка — 1000 м        | Румыния · Алексе Думитру · Симьон Исмаилчук                            | СССР · Павел Харин · Грациан Ботев                           | Венгрия · Карой Виеланд · Ференц Мохачи       |
| Каноэ-двойка — 10.000 м      | СССР · Павел Харин · Грациан Ботев                                     | Франция · Жорж Дрансар · Марсель Рено                        | Венгрия · Имре Фаркаш · Йожеф Хунич           |
| Байдарка-одиночка — 1000 м   | Герт Фредрикссон Швеция                                                | Игорь Писарев СССР                                           | Лайош Киш Венгрия                             |
| Байдарка-одиночка — 10.000 м | Герт Фредрикссон Швеция                                                | Ференц Хатлацки Венгрия                                      | Михель Шойер Объединённая германская команда  |
| Байдарка-двойка — 1000 м     | Объединённая германская команда · Михель Шойер · Майнрад Мильтенбергер | СССР · Михаил Каалесте · Анатолий Демитков                   | Австрия · Максимилиан Рауб · Херберт Видерман |
| Байдарка-двойка — 10.000 м   | Венгрия · Ласло Фабиан · Янош Ураньи                                   | Объединённая германская команда · Фриц Бриль · Теодор Кляйне | Австралия · Уолтер Браун · Деннис Грин        |

### Женщины
| Дисциплина                | Золото                    | Серебро                                     | Бронза          |
| ------------------------- | ------------------------- | ------------------------------------------- | --------------- |
| Байдарка-одиночка — 500 м | Елизавета Дементьева СССР | Терезе Ценц Объединённая германская команда | Тове Сёбю Дания |